# ケンジェル
ケンジェル（Khendjer, 在位：紀元前1747年頃?あるいは前1464年頃? - 1459年頃?）は、古代エジプト第13王朝の17代あるいは21代ファラオ（王）
即位名はウセルカラー。第13王朝の王たちの中では比較的多くの記録が残っている。サッカラに築かれた小規模なピラミッドがケンジェルのものと特定されており 、アビドスにもオシリスを祀る神殿を築いた事が分かっている。これは当時の王が依然として建築事業を行うだけの権力を保持していたらしい事を覗わせる資料となっている。治世5年目のナイル川の氾濫について言及された記録が残っていることから、少なくとも4年以上は統治したと考えられる。
ケンジェルという名前は非エジプト的な響きを持っているため、彼の素性についてしばし議論されている。一部の研究者はセム系の言語で「イノシシ」を意味する単語h(n)zrとの類似性を指摘し、セム系民族の血を引く最も古い王と考えている。